# Hector Laferté
Hector Laferté, né le 8 novembre 1885 à Saint-Germain-de-Grantham et mort le 13 septembre 1971 à Québec, est un homme politique québécois. Il fut l'avant-dernier orateur du Conseil législatif du Québec.

## Biographie

### Études et carrière
Il fait ses études au collège de Nicolet puis poursuit des études universitaires en droit à l'Université Laval. Il est admis Barreau du Québec le 31 juillet 1909. Il exerce sa profession d'avocat à Québec, où il collabore entre autres avec Louis Saint-Laurent, Philippe-Auguste Choquette et Ernest Lapointe. Ses fonctions l'amènent à travailler comme conseiller juridique auprès de syndicats, notamment ceux des travailleurs de l'industrie de la chaussure à Québec. Il sera aussi conseiller juridique et vice-président de l'Association du tourisme franco-américain de la Nouvelle-Angleterre au Québec.
Son implication en politique débute véritablement avec la fondation de l'Association de la Jeunesse libérale, dont il devient le premier président. Il est également conseiller juridique pour la Fédération des clubs libéraux, dont il devient président 1924. Il exerce la fonction de secrétaire du ministre de l'Agriculture de 1906 à 1909. Il est élu député de Drummond  à l'Assemblée législative du Québec lors de l'élection de 1916. Il est réélu aux élections de élection de 1919, élection de 1923, élection de 1927 et élection de 1931. Pendant ces mandats, il est orateur suppléant de l'Assemblée du 21 décembre 1923 au 10 janvier 1928 puis orateur du 10 janvier 1928 au 24 avril 1929. Il est ministre de la Colonisation, des Mines et des Pêcheries du 24 avril 1929 au 4 avril 1930 puis ministre de la Colonisation, de la Chasse et des Pêcheries du 4 avril 1930 au 25 juillet 1934, date à laquelle il remet sa démission. Il est alors nommé conseiller législatif de Stadacona. Au sein du Conseil législatif, il occupe le poste d'orateur pendant trois périodes : 1934 à 1936, 1940 à 1944 et 1960 à 1966. Il quitte la vie politique avec l'abolition du Conseil le 31 décembre 1968.
Sous son impulsion, est créée, en 1931, le Jardin zoologique de Québec.

### Vie privée
Il décède à Québec le 13 septembre 1971 à l'âge de 85 ans. Il est inhumé le 16 septembre 1971 à Drummondville, dans le cimetière de la paroisse Saint-Frédéric.
Il «avait épousé à Saint-Césaire, le 28 juin 1911, Irène Sénécal, fille de Simon Sénécal, un courtier en immeubles, et d'Elphégina Nadeau.»
Ils n'ont pas eu d'enfant.

## Honneurs
- Commandeur de l'Ordre national du mérite agricole (1946)
- 1919 : Conseiller du Roi
- 1953 : Docteur honoris causa en droit de l'Université Laval[1]

Deux rues sont nommés en son honneur, une se situant à Québec et l'autre à Beauharnois.